# Baltische Republikanische Partei
Die Baltische Republikanische Partei (russisch Балтийская республиканская партия Baltijskaja respublikanskaja partija, kurz russisch БРП BRP) war eine in der russischen Oblast Kaliningrad aktive Partei.

## Geschichte
Die Partei wurde am 1. Dezember 1993 gegründet. Die Vorsitzenden waren Sergei Pasko und Rustam Wassiljew. Das politische Hauptziel war die Etablierung einer autonomen baltischen Republik in der Oblast Kaliningrad, eventuell auch die völlige politische Unabhängigkeit. Es sollte eine parlamentarische Demokratie mit unabhängiger Rechtsprechung eingeführt werden. Die Grundausrichtung der Partei war sozial-liberal. Kaliningrad sollte wieder Königsberg heißen und auch andere Städte sollten wieder ihre historischen Namen tragen. Am 26. März 2003 wurde der BRP aufgrund russischer Gesetze der Status als Partei aberkannt, seit dem 21. Februar 2005 nennt sie sich Respublika. Die Partei hatte etwa 500 Mitglieder.